# Nivatogastrium nubigenum
Nivatogastrium nubigenum är en svampart som först beskrevs av Harkn., och fick sitt nu gällande namn av Singer & A.H. Sm. 1959. Nivatogastrium nubigenum ingår i släktet Nivatogastrium och familjen Strophariaceae.   Inga underarter finns listade i Catalogue of Life.

## Bildgalleri

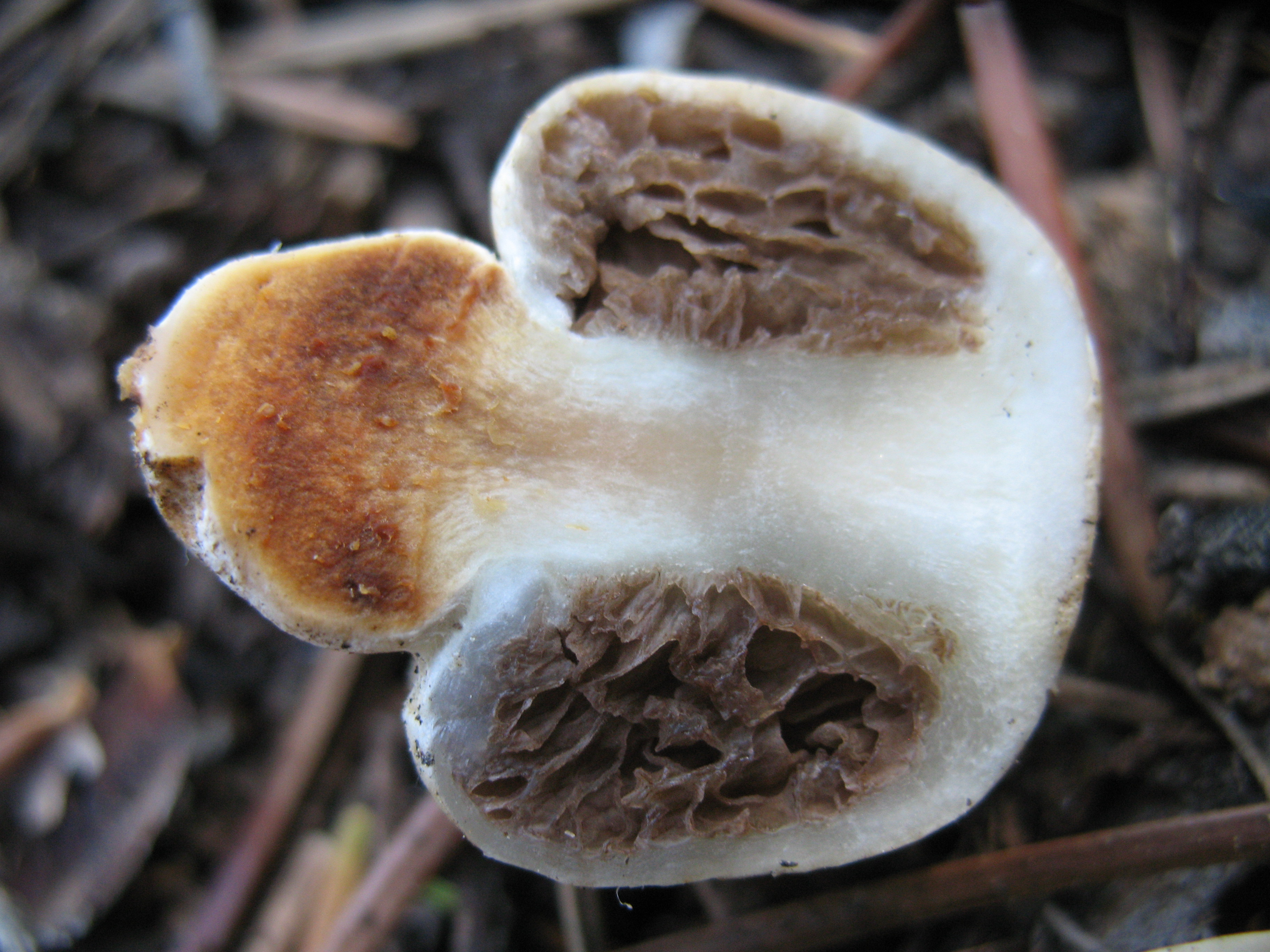
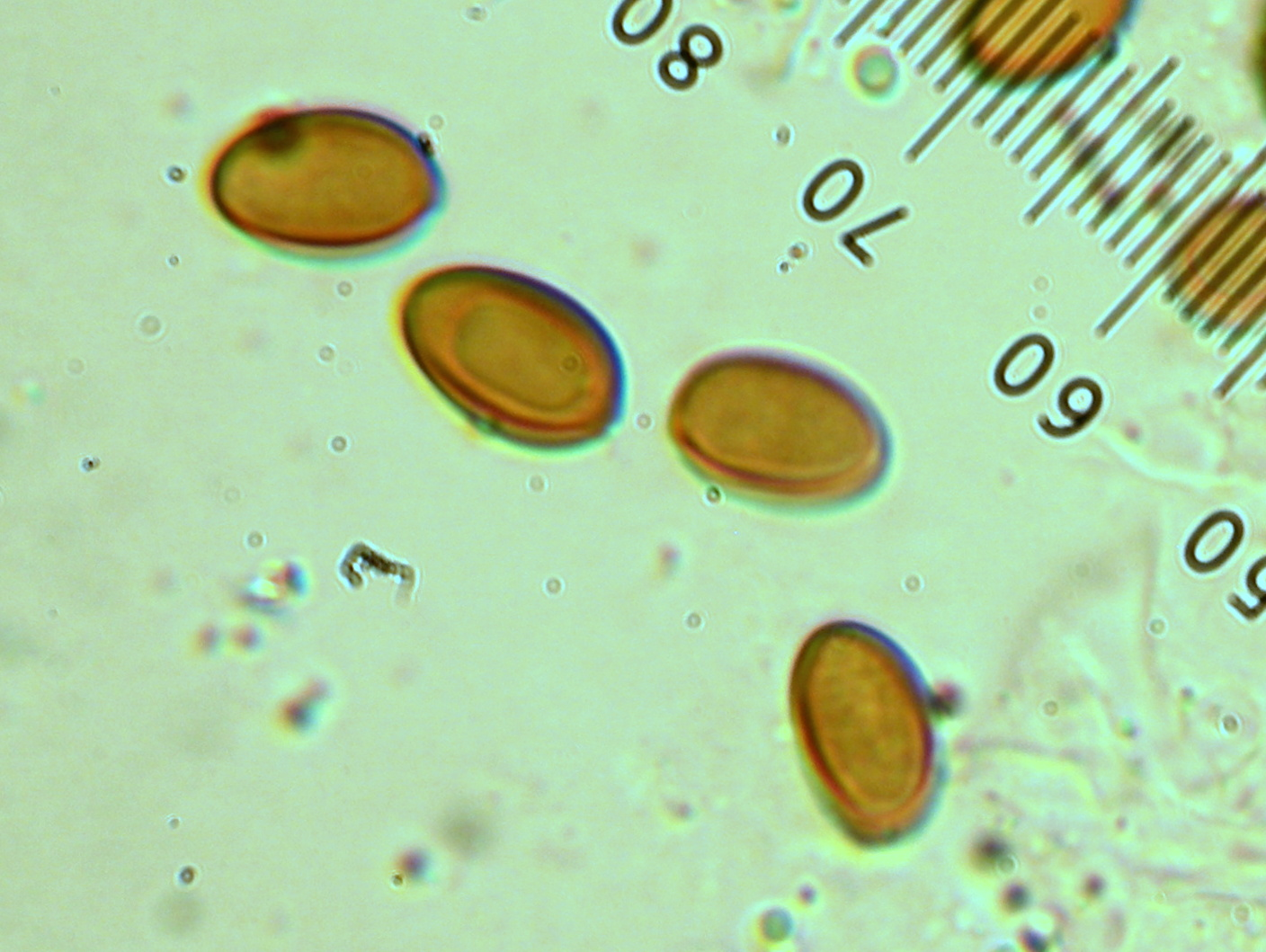
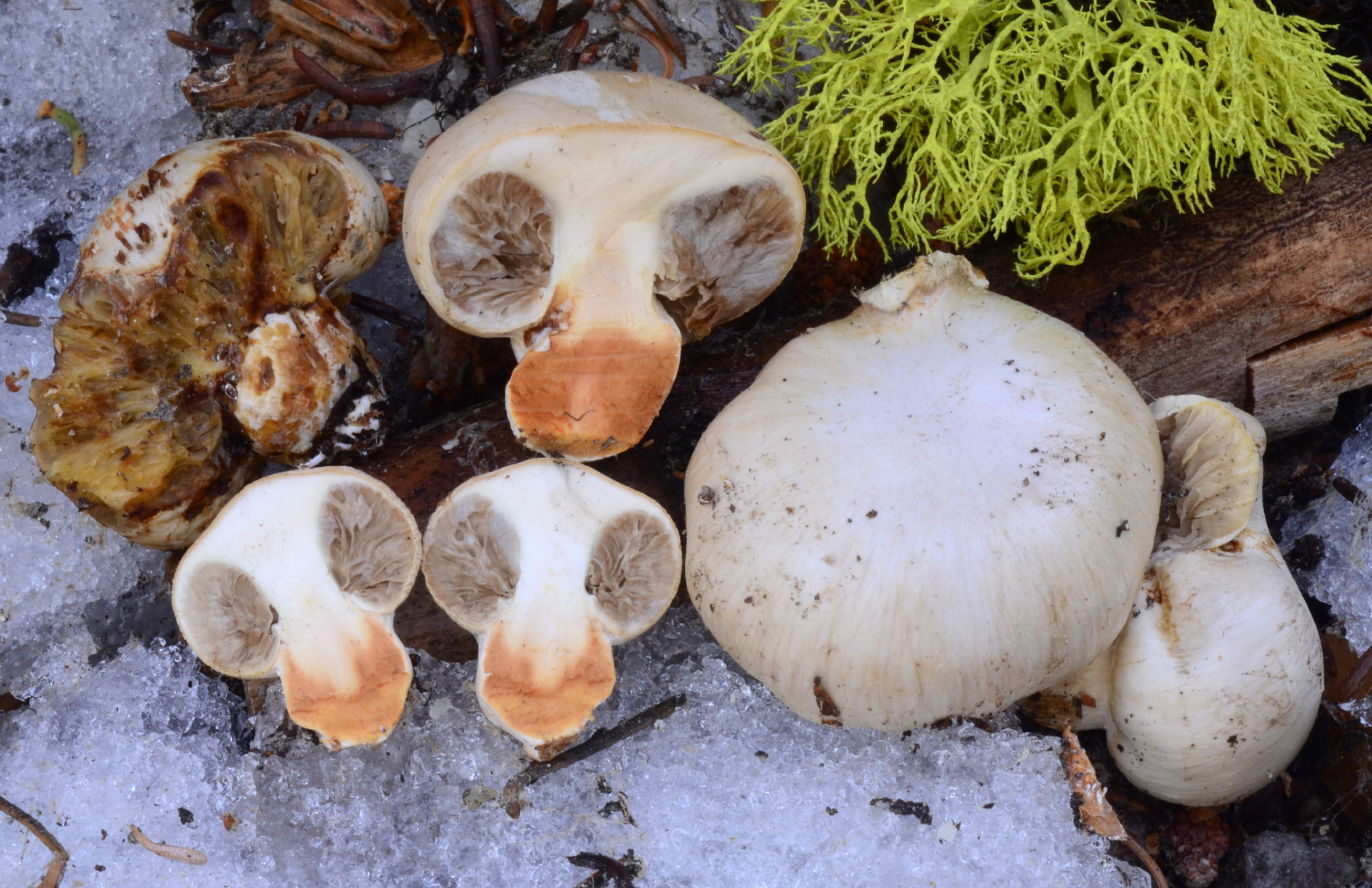